# Route 21 (Alberta)
Pour les articles homonymes, voir Route 21.
La Route 21 est une route d'orientation sud / nord en Alberta, parallèle à la route 2 entre Calgary et Edmonton. Elle parcourt environ 328 kilomètres (204 mi). La route débute à l'intersection avec la route 1 (route transcanadienne) à l'est de Strathmore et se termine à Fort Saskatchewan où elle devient la route 15. Les vingt-cinq derniers kilomètres de la route sont doubles.

## Description du tracé
La route 21 débute à l'intersection avec la route 1 à environ 10 kilomètres (6 mi) à l'est de Strathmore et se dirige vers le nord. Elle passe près du village de Rockyford et croise la route 9 entre Beiseker et Drumheller. Elle continue vers le nord en passant par Carbon et forme un multiplex avec la route 27. La route passe par Three Hills et le multiplex prend fin au sud de Trochu. La route continue son trajet vers le nord en passant par Huxley, Elnora et Lousana avant d'atteindre Delburne qu'elle effleure à son extrémité ouest. La route atteint et traverse la rivière Red Deer et croise les routes 11 et 12 peu après.
La route 21 forme un court multiplex avec la route 12 vers l'ouest avant de bifurquer à nouveau vers le nord près d'Alix. Elle passe par Mirror, Bashaw, en multiplex avec la route 53, puis Ferintosh, New Norway et Duhamel. Elle traverse ensuite la rivière Battle avant de croiser la route 13 près de Camrose. Elle continue vers le nord en passant par Armena et Hay Lakes. Au sud de New Sarepta, elle entre dans le comté de Leduc et dans l'est de la région métropolitaine d'Edmonton. Au nord de Looma, elle croise la route 14. Elle devient ensuite une route à chaussées divisées alors qu'elle passe à l'est de Sherwood Park. Elle rencontre la route 16 et continue vers le nord jusqu'à Fort Saskatchewan où elle prend fin à l'intersection avec la route 15. Elle se poursuit d'ailleurs sur cette route.

## Intersections majeures
| Municipalité rurale / spécialisée               | Ville                      | km                                                | Destinations                                                 | Notes                                   |
| ----------------------------------------------- | -------------------------- | ------------------------------------------------- | ------------------------------------------------------------ | --------------------------------------- |
| Comté de Wheatland                              |                            | 0,00                                              | AB-1 – Medicine Hat, Strathmore, Calgary                     |                                         |
| Comté de Wheatland                              | 13,00                      | AB-564 ouest – Nightingale                        | Terminus sud du multiplex avec l'AB-564                      |                                         |
| Comté de Wheatland                              | 16,30                      | AB-564 est                                        | Terminus nord du multiplex avec l'AB-564                     |                                         |
| Comté de Wheatland                              | 21,50                      | AB-9 – Calgary, Drumheller                        |                                                              |                                         |
| Limite Comté de Wheatland–Comté de Kneehill     |                            | 39,30                                             | Traverse la rivière Rosebud                                  | Traverse la rivière Rosebud             |
| Comté de Kneehill                               |                            | 53,20                                             | AB-575 – Acme, Carbon                                        |                                         |
| Comté de Kneehill                               | 69,00                      | AB-27 est – Morrin, Hanna AB-582 ouest – Didsbury | Terminus sud du multiplex avec l'AB-27                       |                                         |
| Comté de Kneehill                               | Three Hills                | 75,40                                             | AB-583 (2nd Street N)                                        |                                         |
| Comté de Kneehill                               |                            | 85,10                                             | AB-27 ouest – Torrington, Olds                               | Terminus nord du multiplex avec l'AB-27 |
| Comté de Kneehill                               | Trochu                     | 88,40                                             | AB-585 est – Rumsey                                          | Terminus ouest de l'AB-585              |
| Comté de Kneehill                               |                            | 98,10                                             | AB-587 ouest – Bowden                                        | Terminus est de l'AB-587                |
| Comté de Red Deer                               |                            | 111,00                                            | AB-590 – Innisfail, Big Valley                               |                                         |
| Comté de Red Deer                               | 120,80                     | AB-42 ouest – Pine Lake, Penhold                  | Terminus est de l'AB-42                                      |                                         |
| Comté de Red Deer                               | 133,90                     | AB-595 ouest – Red Deer                           | Terminus est de l'AB-595                                     |                                         |
| Limite Comté de Red Deer–Comté de Stettler No 6 |                            | 154,20                                            | Traverse la rivière Red Deer                                 | Traverse la rivière Red Deer            |
| Comté de Stettler No 6                          |                            | 155,60                                            | AB-11 – Red Deer, Stettler                                   |                                         |
| Comté de Stettler No 6                          | 161,20                     | AB-12 est – Stettler                              | Terminus sud du multiplex avec l'AB-12                       |                                         |
| Comté de Lacombe                                |                            | 162,80                                            | AB-12 ouest – Alix, Lacombe                                  | Terminus nord du multiplex avec l'AB-12 |
| Comté de Lacombe                                | 166,80                     | AB-601 – Alix, Buffalo Lake                       |                                                              |                                         |
| Comté de Lacombe                                | Mirror                     | 173,30                                            | AB-50 ouest – Lacombe                                        | Terminus est de l'AB-50                 |
| Comté de Camrose                                | Bashaw                     | 190,30                                            | AB-53 est – Forestburg AB-605 ouest                          | Terminus sud du multiplex avec l'AB-53  |
| Comté de Camrose                                |                            | 197,30                                            | AB-53 ouest – Ponoka                                         | Terminus nord du multiplex avec l'AB-53 |
| Comté de Camrose                                | 213,80                     | AB-609 est – Edberg                               | Terminus ouest de l'AB-609                                   |                                         |
| Comté de Camrose                                | 217,30                     | AB-611 ouest – Maskwacis                          | Terminus est de l'AB-611                                     |                                         |
| Comté de Camrose                                | 232,60                     | Traverse la rivière Battle                        | Traverse la rivière Battle                                   |                                         |
| Comté de Camrose                                | Ervick                     | 240,20                                            | AB-13 – Wetaskiwin, Camrose                                  | Carrefour giratoire                     |
| Comté de Camrose                                |                            | 253,60                                            | AB-616 ouest – Millet                                        | Terminus est de l'AB-616                |
| Comté de Camrose                                | Hay Lakes                  | 262,70                                            | AB-617 est – Kingman                                         | Terminus ouest de l'AB-617              |
| Comté de Leduc                                  |                            | 274,80                                            | AB-623 – Rolly View, Leduc, Parc provincial de Miquelon Lake |                                         |
| Comté de Leduc                                  | 283,70                     | Airport Road – Aéroport                           |                                                              |                                         |
| Comté de Leduc                                  | 287,40                     | AB-625 ouest – Beaumont, Nisku                    | Terminus est de l'AB-625                                     |                                         |
| Comté de Strathcona                             |                            | 299,50                                            | AB-14 – Edmonton, Wainwright                                 | Échangeur                               |
| Comté de Strathcona                             | 303,50                     | AB-628 ouest – Edmonton                           | Terminus est de l'AB-628                                     |                                         |
| Comté de Strathcona                             | Sherwood Park              | 306,80                                            | AB-630 (Wye Road)                                            |                                         |
| Comté de Strathcona                             | Bremner                    | 313,30                                            | AB-16 – Edmonton, Lloydminster                               | Sortie 406 de l'AB-16                   |
| Ville de Fort Saskatchewan                      | Ville de Fort Saskatchewan | 328,10                                            | AB-15 – Edmonton, Onoway, Bruderheim, Mundare                | L'AB-21 nord devient l'AB-15 est        |
| - Terminus de multiplex - Transition de route   |                            |                                                   |                                                              |                                         |